# اجنار اندرسن
اجنار اندرسن (انگلیسی: Ejnar Andersen; ۱۰ نوامبر ۱۹۱۱ – ۲۴ ژوئن ۱۹۸۵) بازیکن فوتبال اهل دانمارک بود.
او از سال ۱۹۳۳ تا ۱۹۳۷ در هفت بازی برای تیم ملی فوتبال دانمارک بازی کرد.